# Mandalay
Mandalay là thành phố lớn thứ 2 tại Myanmar với dân số 927.000 người năm 2005, vùng đô thị bao gồm các địa phương xung quanh là 2,5 triệu người. Đây là kinh đô của hoàng triều cuối cùng của Miến Điện và là thủ phủ của Vùng Mandalay. Sông Ayeyarwady chảy phía tây, ôm lấy thành phố. Mandalay cách thành phố Yangon 716 km về phía bắc. Mandalay nằm ở trung tâm của vùng khô Myanmar. Đây chính là trung tâm kinh tế của Thượng Miến Điện và được coi là trung tâm của nền văn hóa Miến Điện. Một dòng liên tục của những người nhập cư Trung Quốc, chủ yếu là từ tỉnh Vân Nam, trong hai mươi năm qua, đã định hình lại cơ cấu dân tộc của thành phố và gia tăng thương mại với Trung Quốc. Mặc dù bị ảnh hưởng bởi sự gia tăng gần đây của Naypyidaw, Mandalay vẫn là trung tâm chính về thương mại, giáo dục và trung tâm y tế của Thượng Miến Điện.

## Lịch sử

### Thời kỳ đầu
Như phần lớn cố đô (và thủ đô hiện tại) của Miến Điện, Mandalay được thành lập trên những mong muốn của người cai trị vào thời kỳ đó. Ngày 13 tháng 2 năm 1857, vua Mindon thành lập một thủ đô hoàng gia mới ở chân núi Mandalay, bề ngoài là để thực hiện một lời tiên tri về sự ra đời của một đô thị của Phật giáo trong đó vị trí chính xác trên nhân dịp lần thứ năm thánh của Phật giáo 2400.

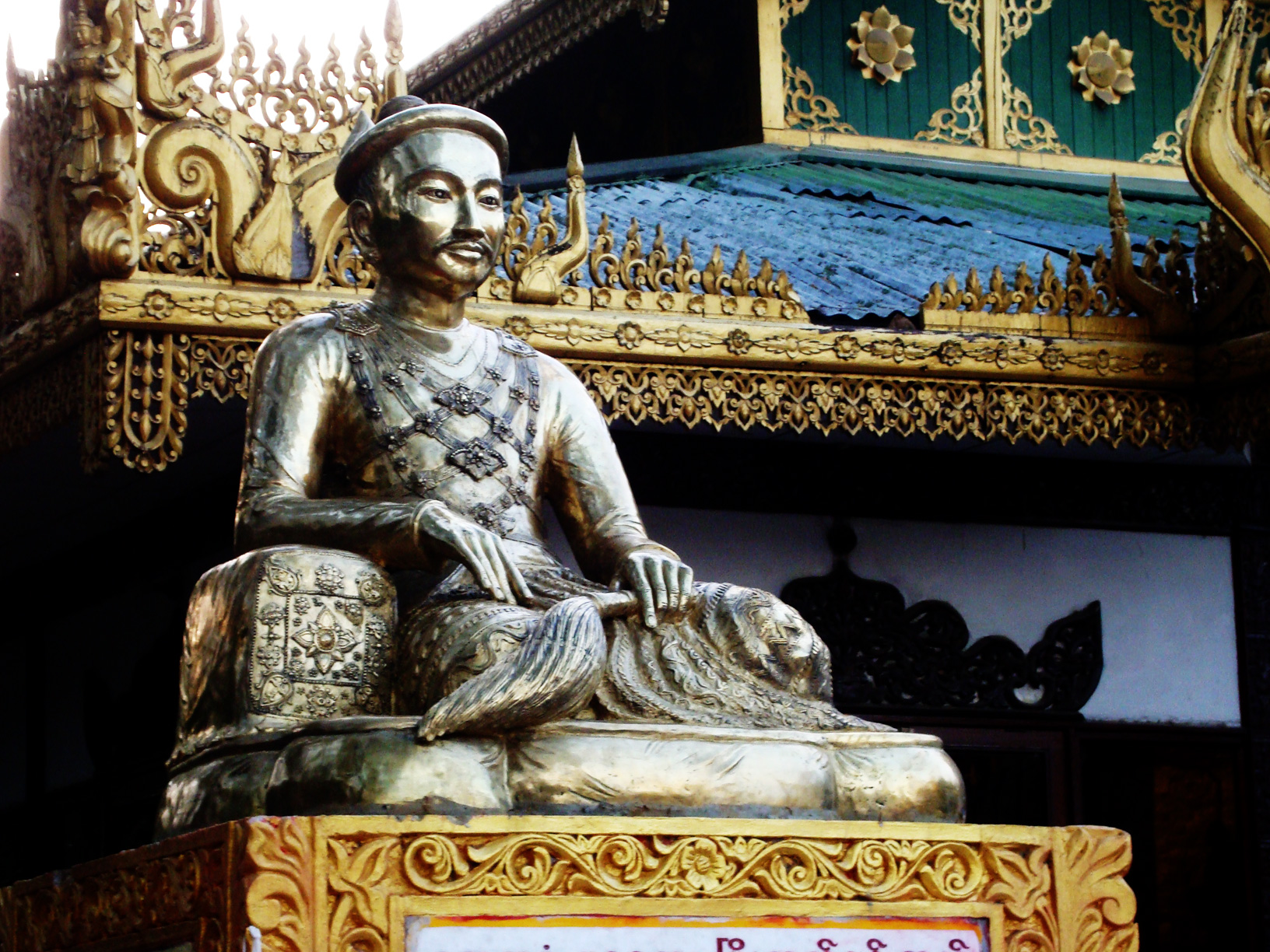
Vua Mindon là người sáng lập thủ đô hoàng gia Mandalay

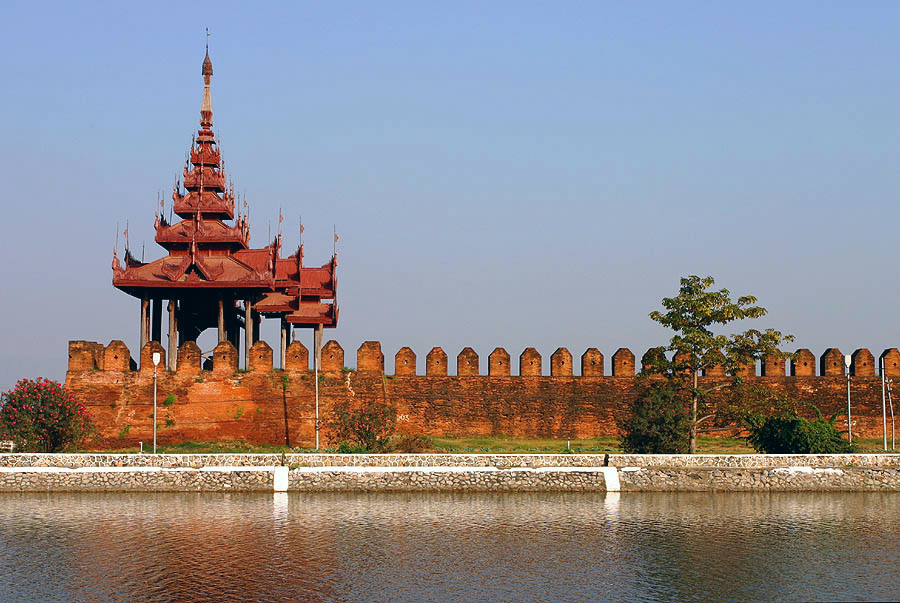
Một thành lũy ở cung điện Mandalay

Địa điểm của thành phố thủ đô mới có diện tích 25,5 dặm vuông (66 km²), bao quanh bởi bốn con sông. Kế hoạch vạch ra một thành vuông bố trí lưới 144 ô vuông, giữa là một khối vuông 16 cung điện hoàng gia hợp chất lấy đồi Mandalay làm trung tâm. 1020 mẫu Anh (413 ha) thành được bao quanh bởi bốn 6.666 feet (2.032 m) bức tường dài 210 ft và một con hào rộng 64 m và sâu 4,6 m. Trong khoảng cách 169 m dọc theo bức tường, là tháp pháo với ngọn tháp dát vàng có đồn canh. Các bức tường có ba cửa trên mỗi bên, và năm cầu băng qua con hào. Ngoài ra, nhà vua cũng cho xây chùa Kuthodaw, các sảnh tôn phong cao ơn Pahtan-haw Shwe Thein, Zayats Thudhamma hoặc nhà công cho giảng thuyết, và các thư viện cho các kinh điển Phật giáo. Trong tháng 6 năm 1857, cựu hoàng cung của Amarapura đã bị tháo dỡ và di chuyển bằng voi đến vị trí mới ở chân của đồi Mandalay mặc dù xây dựng tổ hợp cung điện được chính thức hoàn thành chỉ hai năm sau, ngày thứ hai 23 tháng 5 năm 1859.
Trong 26 năm tiếp theo, Mandalay là thủ đô hoàng gia cuối cùng của vương quốc Miến Điện cuối cùng độc lập trước khi bị người Anh thôn tính. Mandalay không còn là thủ đô vào ngày 28 tháng 11 năm 1885, khi người Anh buộc vua Thibaw và Supayalat hoàng hậu phải sống lưu vong, kết thúc chiến tranh Anh-Miến Điện lần thứ ba.

## Khí hậu
| Dữ liệu khí hậu của Mandalay (1981–2010)                                        | Dữ liệu khí hậu của Mandalay (1981–2010) | Dữ liệu khí hậu của Mandalay (1981–2010) | Dữ liệu khí hậu của Mandalay (1981–2010) | Dữ liệu khí hậu của Mandalay (1981–2010) | Dữ liệu khí hậu của Mandalay (1981–2010) | Dữ liệu khí hậu của Mandalay (1981–2010) | Dữ liệu khí hậu của Mandalay (1981–2010) | Dữ liệu khí hậu của Mandalay (1981–2010) | Dữ liệu khí hậu của Mandalay (1981–2010) | Dữ liệu khí hậu của Mandalay (1981–2010) | Dữ liệu khí hậu của Mandalay (1981–2010) | Dữ liệu khí hậu của Mandalay (1981–2010) | Dữ liệu khí hậu của Mandalay (1981–2010) |
| Tháng                                                                           | 1                                        | 2                                        | 3                                        | 4                                        | 5                                        | 6                                        | 7                                        | 8                                        | 9                                        | 10                                       | 11                                       | 12                                       | Năm                                      |
| ------------------------------------------------------------------------------- | ---------------------------------------- | ---------------------------------------- | ---------------------------------------- | ---------------------------------------- | ---------------------------------------- | ---------------------------------------- | ---------------------------------------- | ---------------------------------------- | ---------------------------------------- | ---------------------------------------- | ---------------------------------------- | ---------------------------------------- | ---------------------------------------- |
| Cao kỉ lục °C (°F)                                                              | 37.2 (99.0)                              | 39.2 (102.6)                             | 42.8 (109.0)                             | 48.0 (118.4)                             | 45.0 (113.0)                             | 42.0 (107.6)                             | 41.6 (106.9)                             | 39.8 (103.6)                             | 43.4 (110.1)                             | 39.2 (102.6)                             | 38.5 (101.3)                             | 34.0 (93.2)                              | 48.0 (118.4)                             |
| Trung bình ngày tối đa °C (°F)                                                  | 29.6 (85.3)                              | 32.7 (90.9)                              | 36.6 (97.9)                              | 38.9 (102.0)                             | 36.9 (98.4)                              | 35.2 (95.4)                              | 35.1 (95.2)                              | 34.3 (93.7)                              | 34.0 (93.2)                              | 33.4 (92.1)                              | 31.1 (88.0)                              | 29.1 (84.4)                              | 33.9 (93.0)                              |
| Trung bình ngày °C (°F)                                                         | 21.9 (71.4)                              | 24.4 (75.9)                              | 28.8 (83.8)                              | 31.9 (89.4)                              | 31.3 (88.3)                              | 30.8 (87.4)                              | 30.8 (87.4)                              | 30.2 (86.4)                              | 29.7 (85.5)                              | 28.8 (83.8)                              | 25.7 (78.3)                              | 22.2 (72.0)                              | 28.0 (82.4)                              |
| Tối thiểu trung bình ngày °C (°F)                                               | 13.7 (56.7)                              | 16.0 (60.8)                              | 20.4 (68.7)                              | 24.7 (76.5)                              | 25.9 (78.6)                              | 26.1 (79.0)                              | 26.2 (79.2)                              | 25.8 (78.4)                              | 25.4 (77.7)                              | 24.0 (75.2)                              | 19.9 (67.8)                              | 15.4 (59.7)                              | 22.0 (71.6)                              |
| Thấp kỉ lục °C (°F)                                                             | 8.0 (46.4)                               | 10.0 (50.0)                              | 12.8 (55.0)                              | 13.0 (55.4)                              | 17.4 (63.3)                              | 20.0 (68.0)                              | 20.0 (68.0)                              | 19.5 (67.1)                              | 20.5 (68.9)                              | 18.5 (65.3)                              | 11.1 (52.0)                              | 7.6 (45.7)                               | 7.6 (45.7)                               |
| Lượng Giáng thủy trung bình mm (inches)                                         | 0.9 (0.04)                               | 3.8 (0.15)                               | 5.8 (0.23)                               | 40.4 (1.59)                              | 130.0 (5.12)                             | 99.5 (3.92)                              | 74.7 (2.94)                              | 132.9 (5.23)                             | 157.1 (6.19)                             | 130.7 (5.15)                             | 36.4 (1.43)                              | 4.9 (0.19)                               | 817.1 (32.17)                            |
| Số ngày mưa trung bình                                                          | 0.4                                      | 0.4                                      | 0.4                                      | 3.3                                      | 8.3                                      | 7.2                                      | 5.9                                      | 8.7                                      | 8.1                                      | 6.8                                      | 2.8                                      | 0.7                                      | 53.0                                     |
| Độ ẩm tương đối trung bình (%)                                                  | 68                                       | 58                                       | 49                                       | 50                                       | 66                                       | 73                                       | 71                                       | 76                                       | 76                                       | 77                                       | 74                                       | 72                                       | 68                                       |
| Số giờ nắng trung bình tháng                                                    | 309                                      | 280                                      | 301                                      | 291                                      | 267                                      | 208                                      | 182                                      | 168                                      | 215                                      | 223                                      | 269                                      | 278                                      | 2.991                                    |
| Nguồn 1: Viện Khí tượng Na Uy Tổ chức Khí tượng Thế giới Deutscher Wetterdienst |                                          |                                          |                                          |                                          |                                          |                                          |                                          |                                          |                                          |                                          |                                          |                                          |                                          |
| Nguồn 2: Viện Khí tượng Đan Mạch Meteo Climat                                   |                                          |                                          |                                          |                                          |                                          |                                          |                                          |                                          |                                          |                                          |                                          |                                          |                                          |

## Thành phố kết nghĩa
- Cirebon, Indonesia
- Côn Minh, Trung Quốc
- Phnôm Pênh, Campuchia
- Ulsan, Hàn Quốc

## Hình ảnh

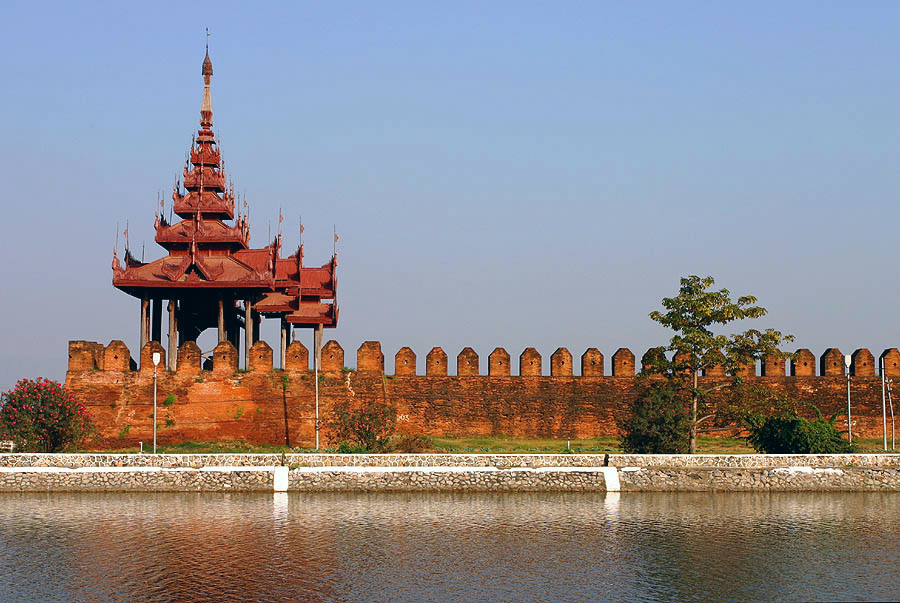
Vọng lâu và hào lũy của cổ thành Mandalay ở trung tâm thành phố
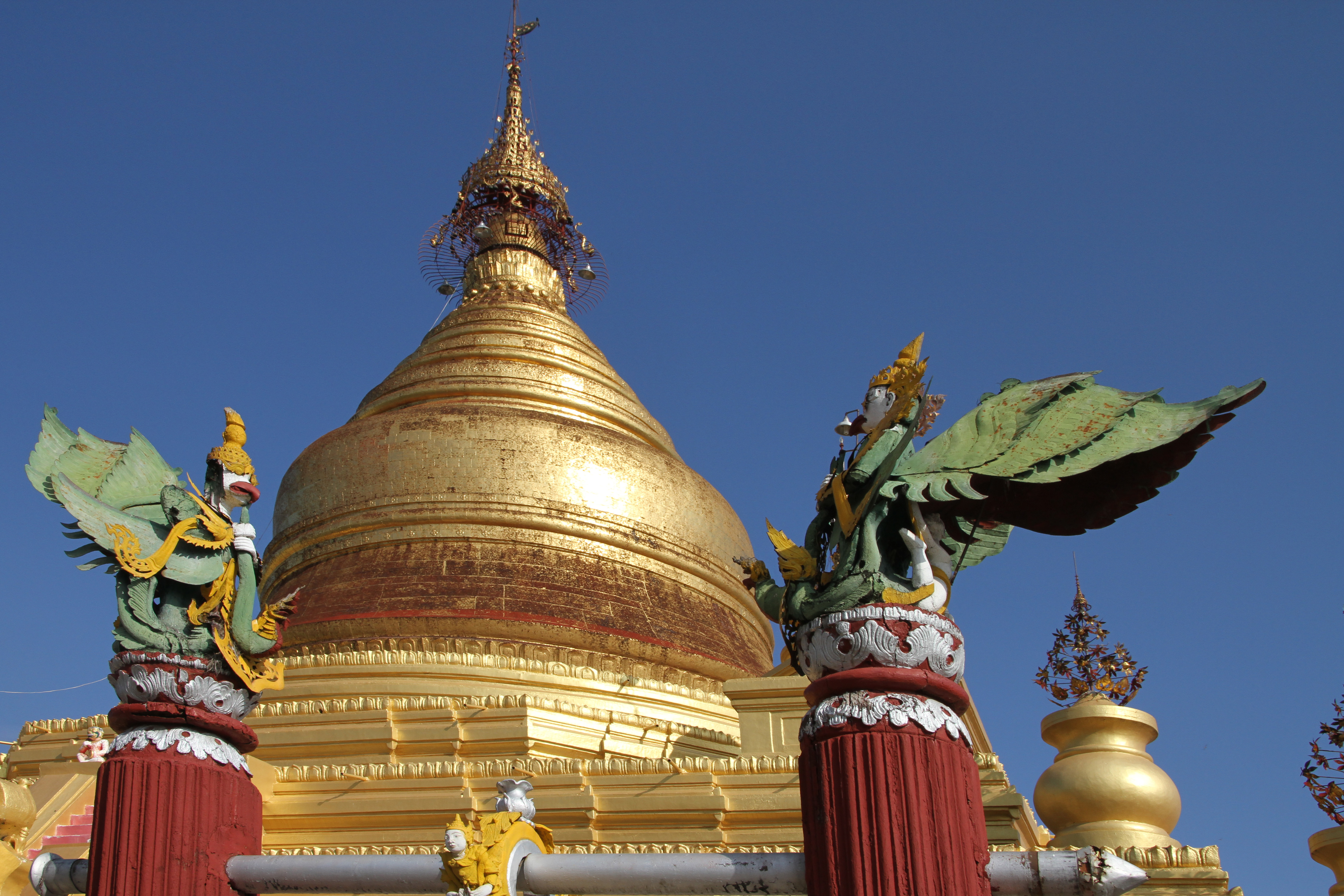
Kuthodaw
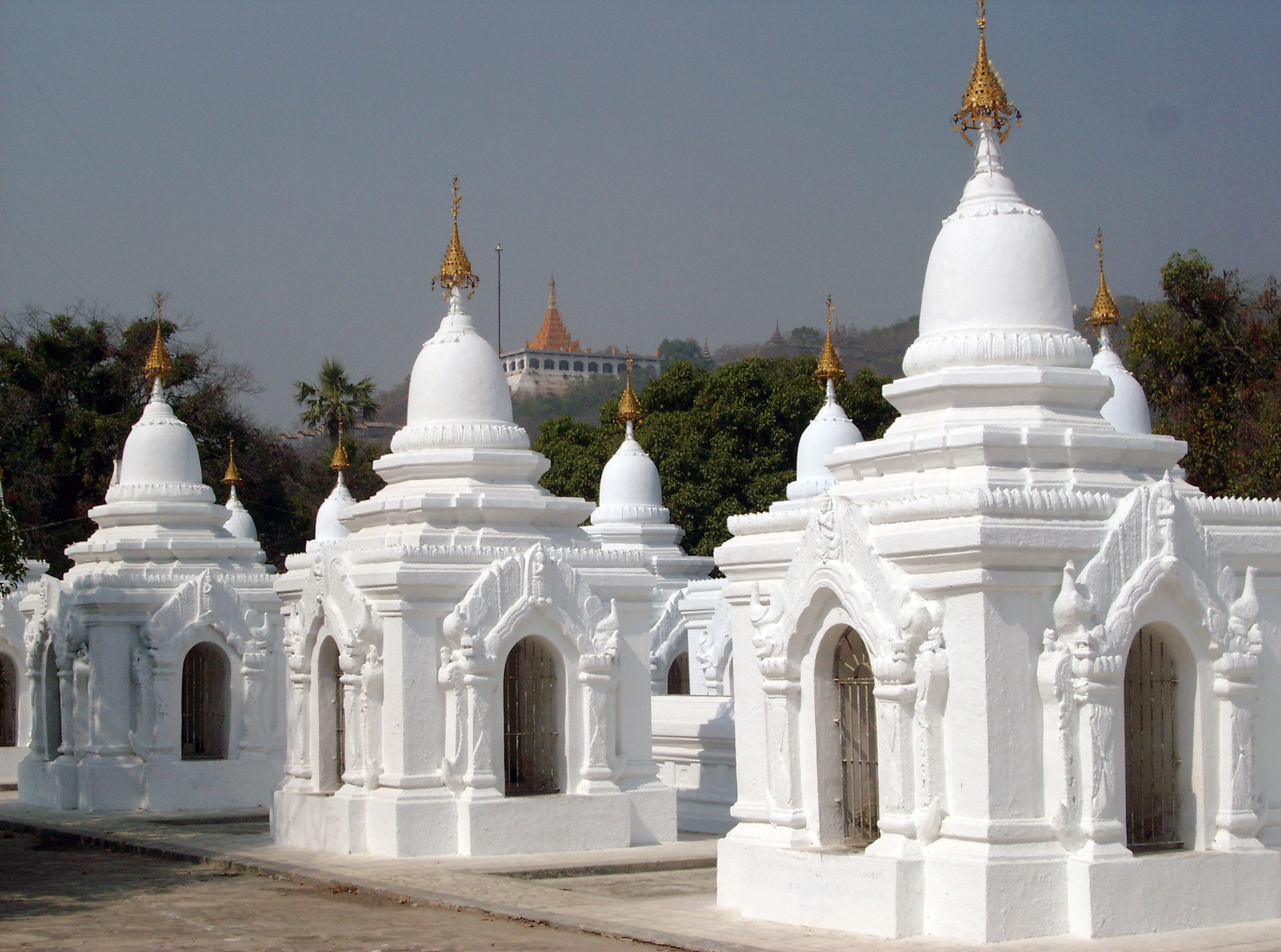
Chùa Kuthodaw ở Mandalay nơi 729 ngọn tháp tàng trữ bộ kinh Phật khắc trên đá
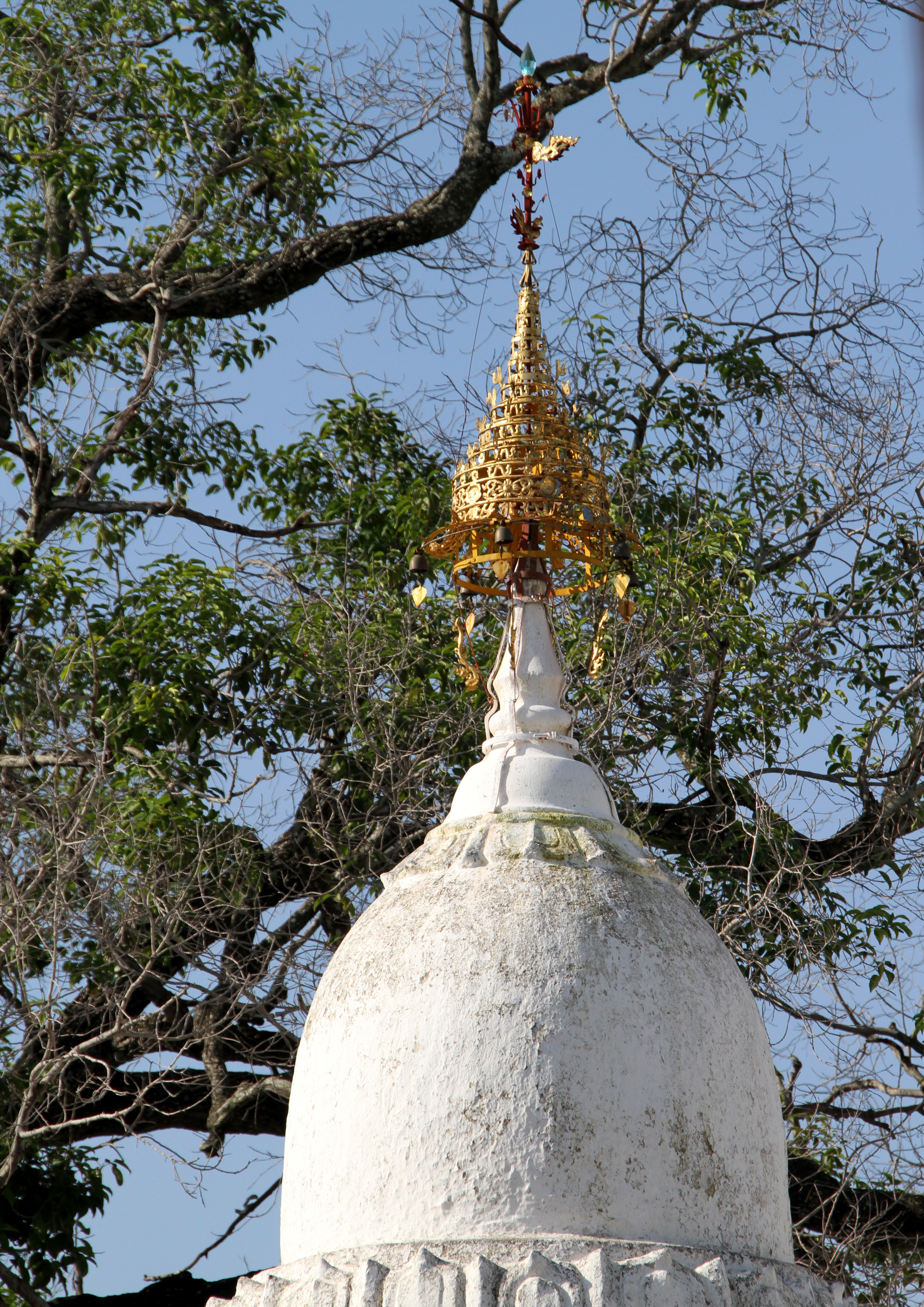
Kuthodaw
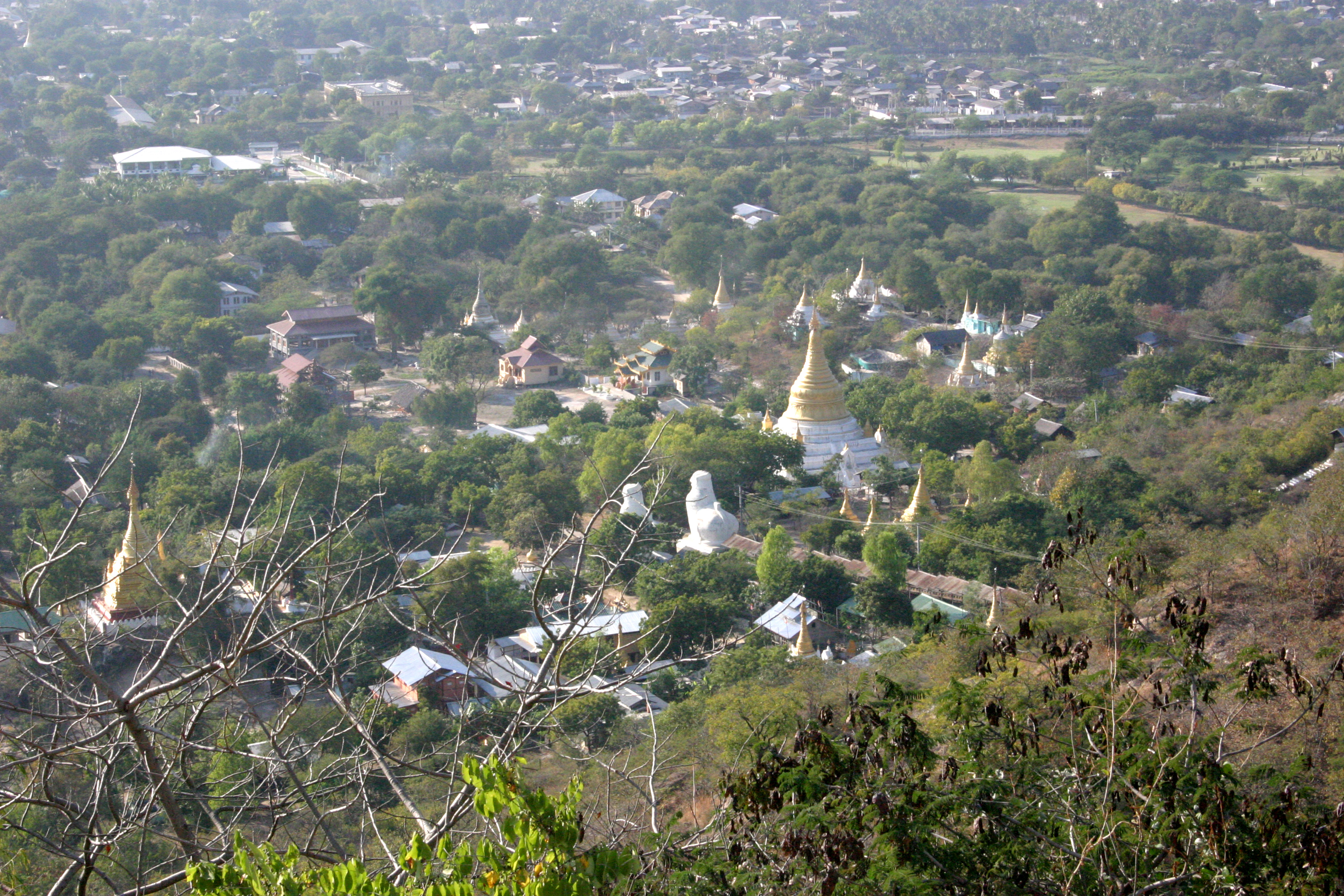
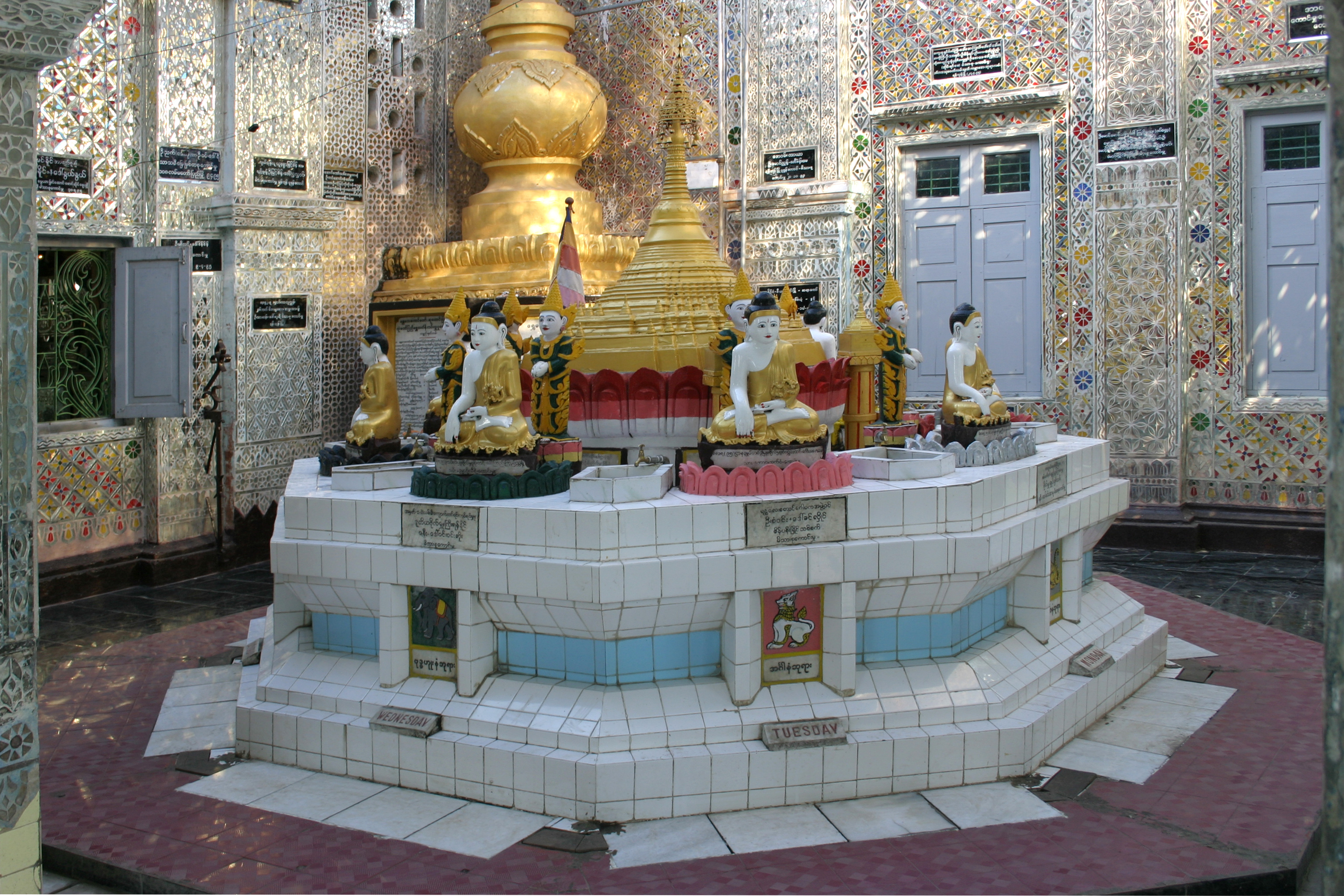
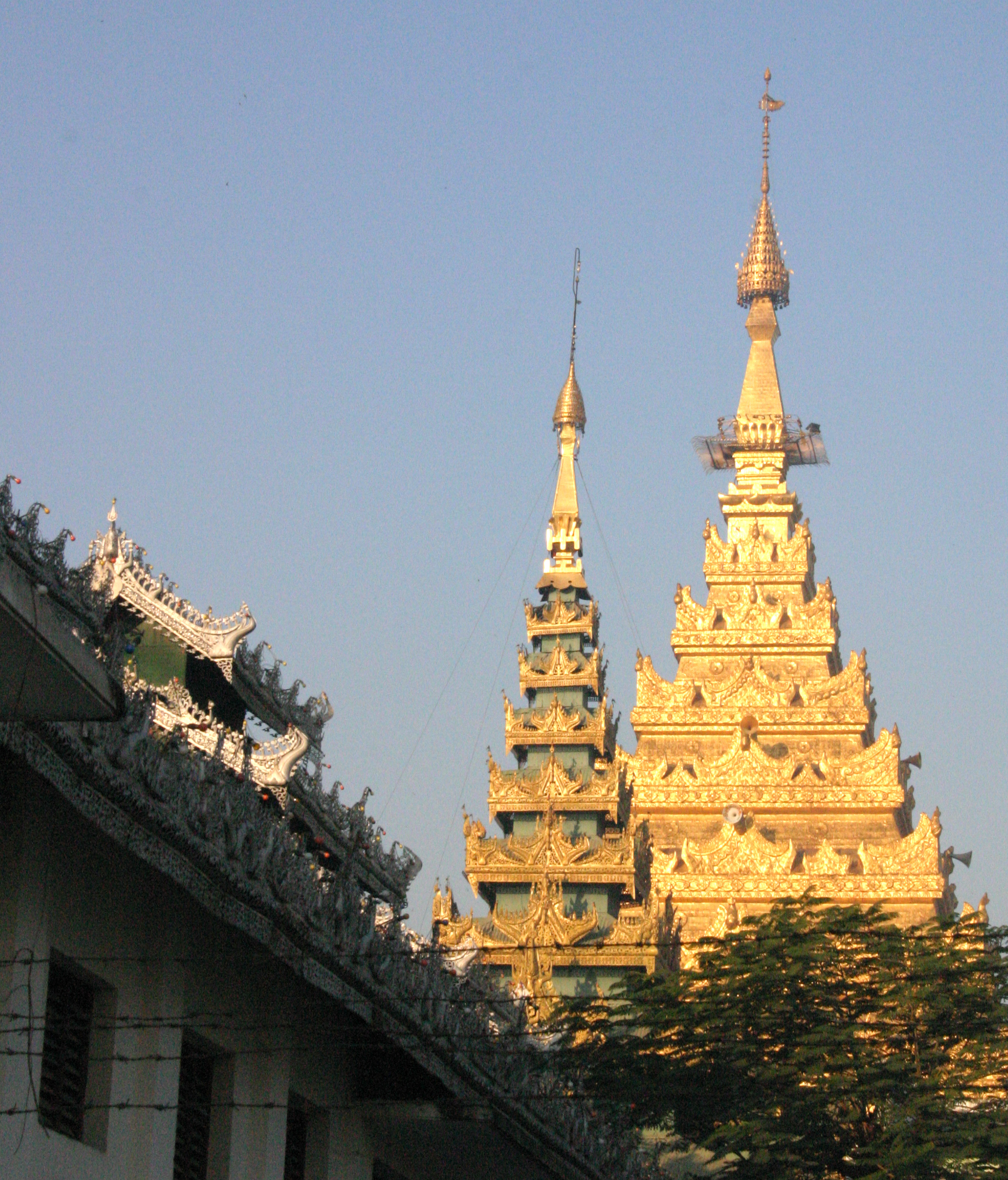
Mahamuni
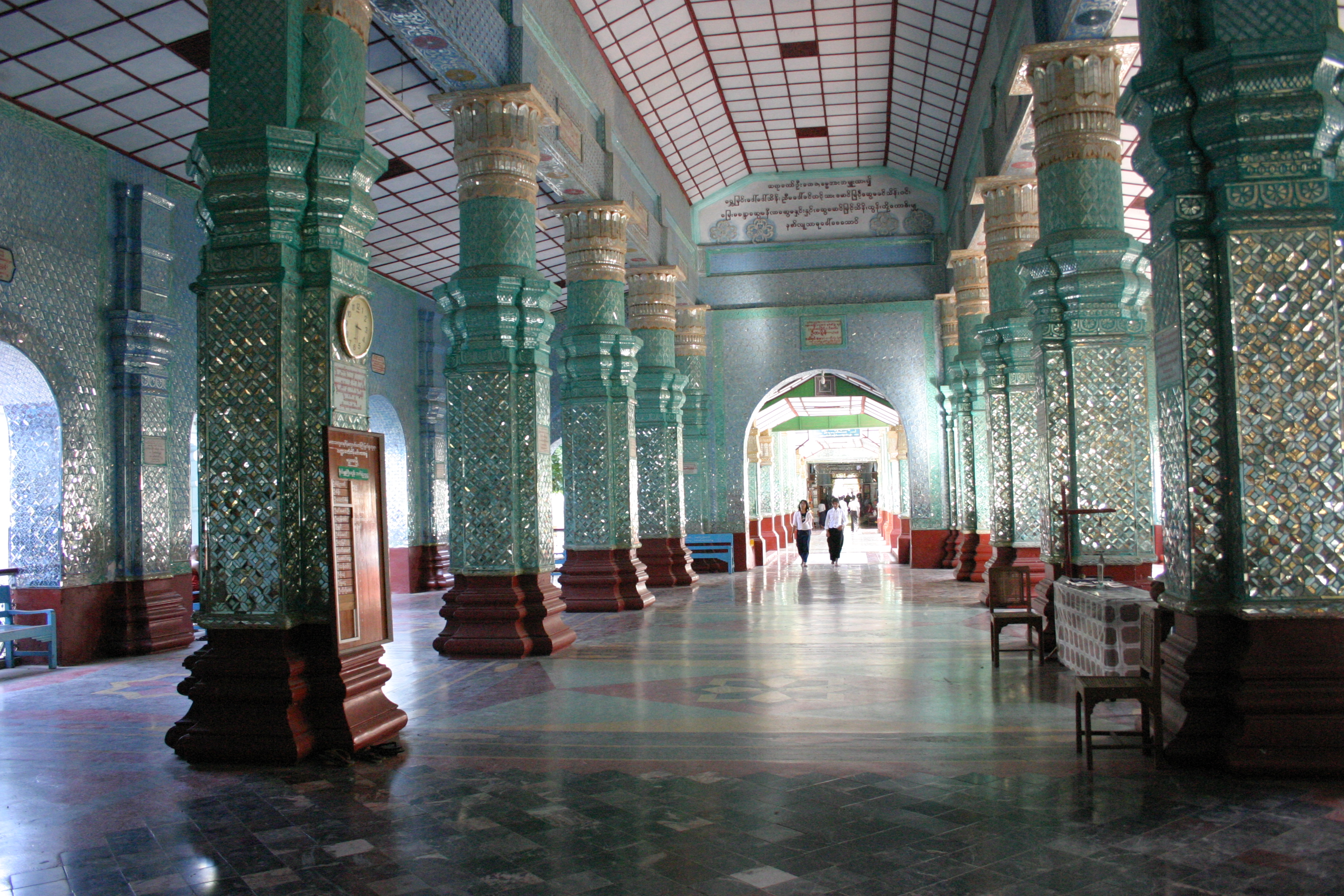
Kyauk Taw Ghi